# NGC 2782
NGC 2782 je galaksija u zviježđu Risu.

## Vanjske poveznice
- SEDS: NGC 2782